# Ludwig Hirsch

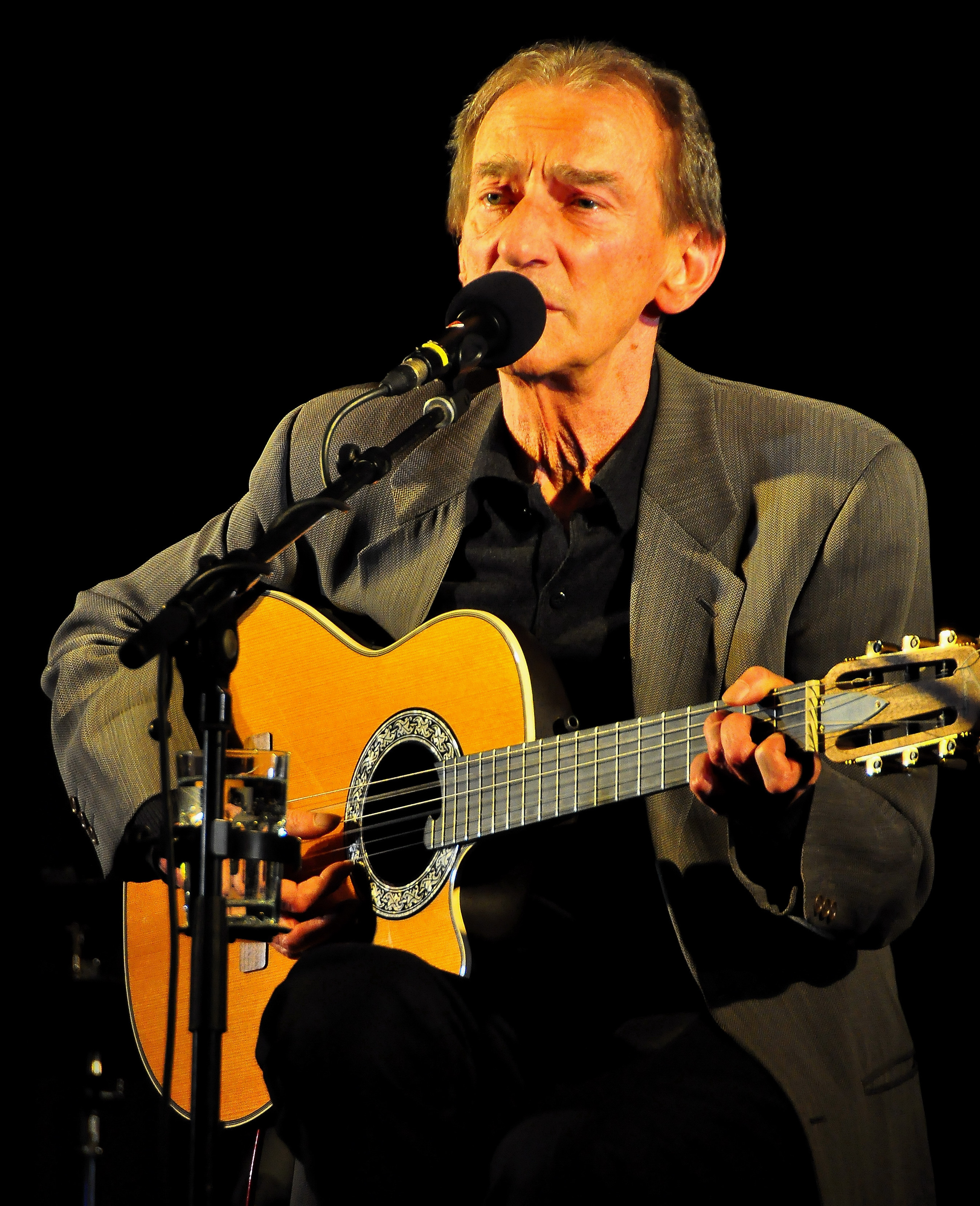
Ludwig Hirsch bei einem Konzert, 2010

Ludwig Gustav Hirsch (* 28. Februar 1946 in Weinberg/Buch-St. Magdalena, Steiermark; † 24. November 2011 in Wien-Ottakring) war ein österreichischer Liedermacher und Schauspieler.

## Leben, Ausbildung, Karriere
Ludwig Hirsch wurde als Sohn eines Arztes in der Oststeiermark geboren, wuchs in Wien-Leopoldstadt auf und studierte nach seiner Schulzeit Grafik an der Hochschule für angewandte Kunst, besuchte jedoch dann die Schauspielschule Krauss in Wien. Er debütierte 1973 am Stadttheater Regensburg. Danach stand er in Wuppertal und am Thalia Theater in Hamburg auf der Bühne. Von 1975 bis 1979 war Ludwig Hirsch Ensemblemitglied des Theaters in der Josefstadt in Wien.
1978 begann er mit seinem Debütalbum Dunkelgraue Lieder seine Karriere als Liedermacher mit kritischen, makaber-morbiden Texten. Der Sender Ö3 verbot, sein Lied Komm, großer schwarzer Vogel wegen der morbiden und unheimlichen Atmosphäre nach 22 Uhr zu spielen – aus Angst, dass Hörer Selbstmord begehen könnten. Hirsch war ein bedeutender Vertreter des Austropop. In einigen seiner Werke zeigte er sich aber auch als moderner Interpret des „klassischen“ Wiener Liedguts (etwa des 1834 entstandenen „Hobellieds“).
1991 und 1992 spielte Hirsch mit Band vor insgesamt mehr als 200.000 Zuschauern viele seiner bekanntesten Lieder, eingebettet in eine Rahmenhandlung. Oft ging Ludwig Hirsch allerdings auch nur mit seinem Gitarristen Johann M. Bertl auf Tournee. 2004 trat er auf dem Festival Songs an einem Sommerabend auf.
Sein Studioalbum Perlen erreichte in Österreich Goldstatus. Für dieses Album erhielt er den Amadeus Austrian Music Award. Ein neues Album erschien im Mai 2006 mit dem Namen In Ewigkeit Damen. Darauf sang er den Titel Rebekka und ich gemeinsam mit Rebekka Bakken. Er moderierte außerdem die Radiosendung Siesta beim österreichischen Rundfunksender Ö3.
Ludwig Hirsch war ab 1977 mit der Schauspielerin Cornelia Köndgen verheiratet. Sie haben einen gemeinsamen Sohn.
Am 24. November 2011 nahm sich Ludwig Hirsch auf dem Gelände der Klinik Ottakring (damals Wilhelminenspital) das Leben. Er hatte Lungenkrebs und befand sich wegen einer Lungenentzündung im Spital. Zwei Wochen später platzierte sich sein Lied Komm großer schwarzer Vogel, das sich thematisch mit dem Todeswunsch eines todkranken Menschen, der auf den Tod wartet, auseinandersetzt, in den österreichischen Charts.
Hirsch erhielt ein ehrenhalber gewidmetes Grab der Stadt Wien auf dem Gersthofer Friedhof (Gruppe 2, Reihe 6, Nr. 59). Am 8. September 2017 wurde in Wien-Leopoldstadt der Ludwig-Hirsch-Platz nach ihm benannt.

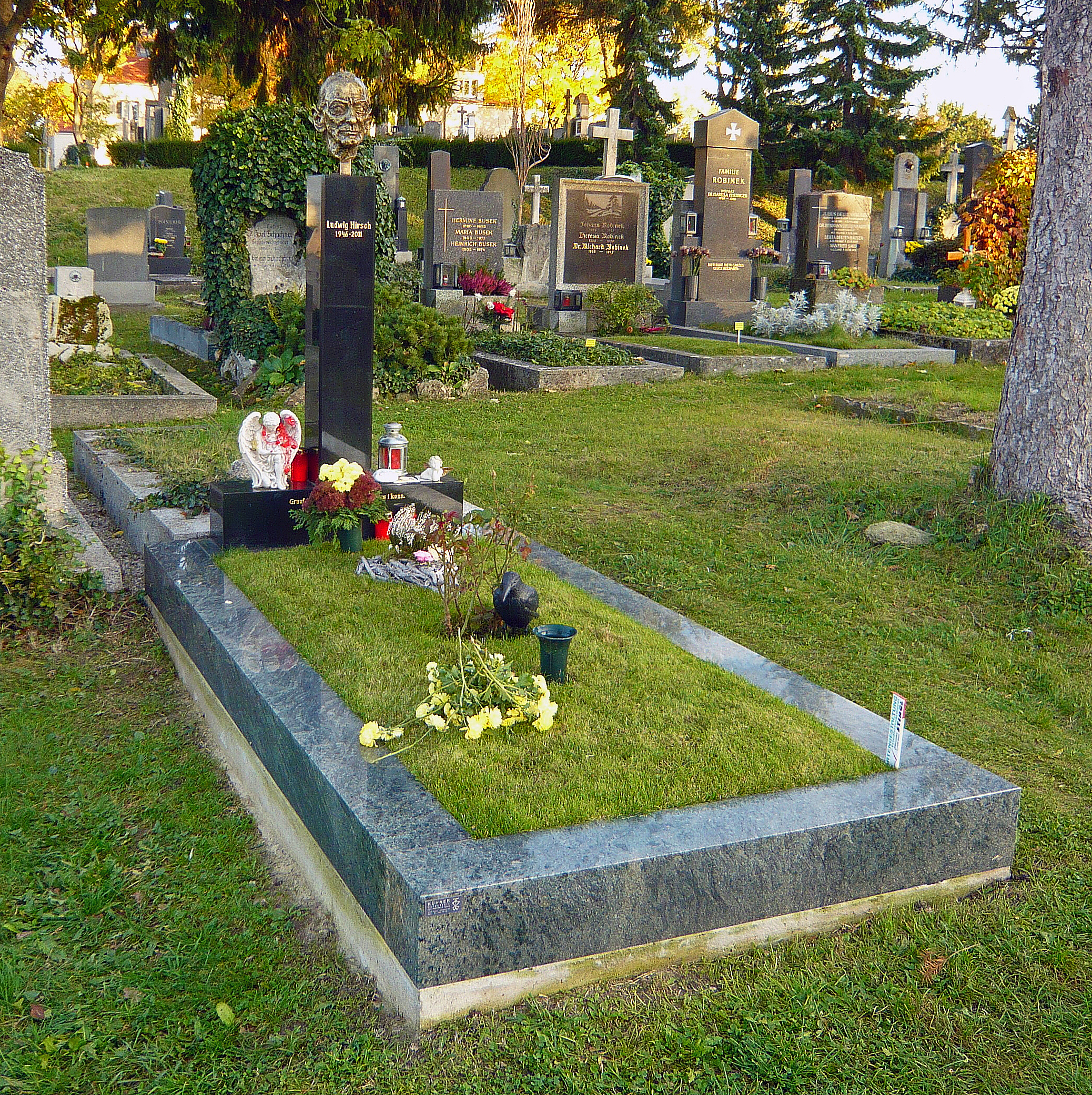
Ludwig Hirschs Grab auf dem Gersthofer Friedhof in Wien
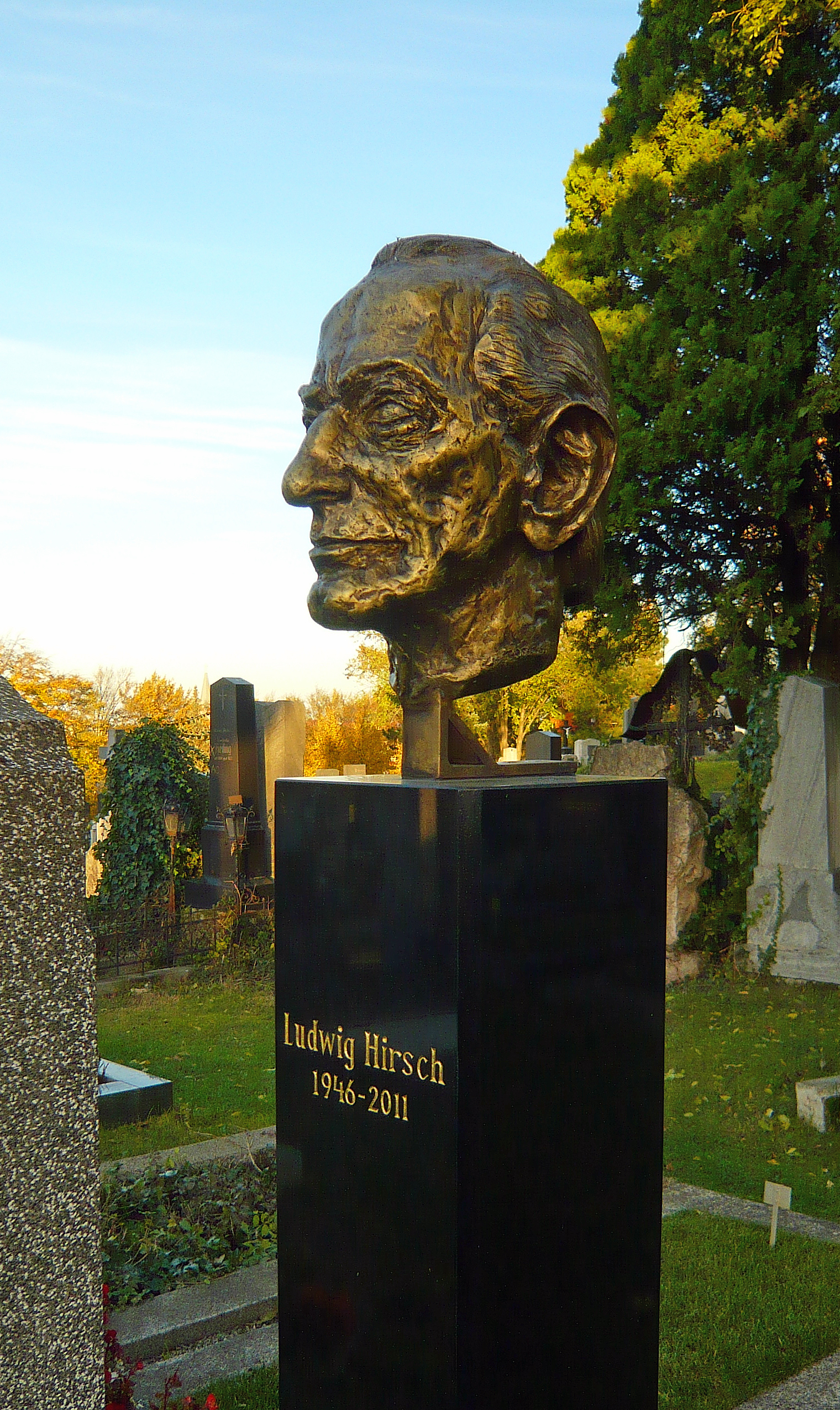
Grabstein von Ludwig Hirsch
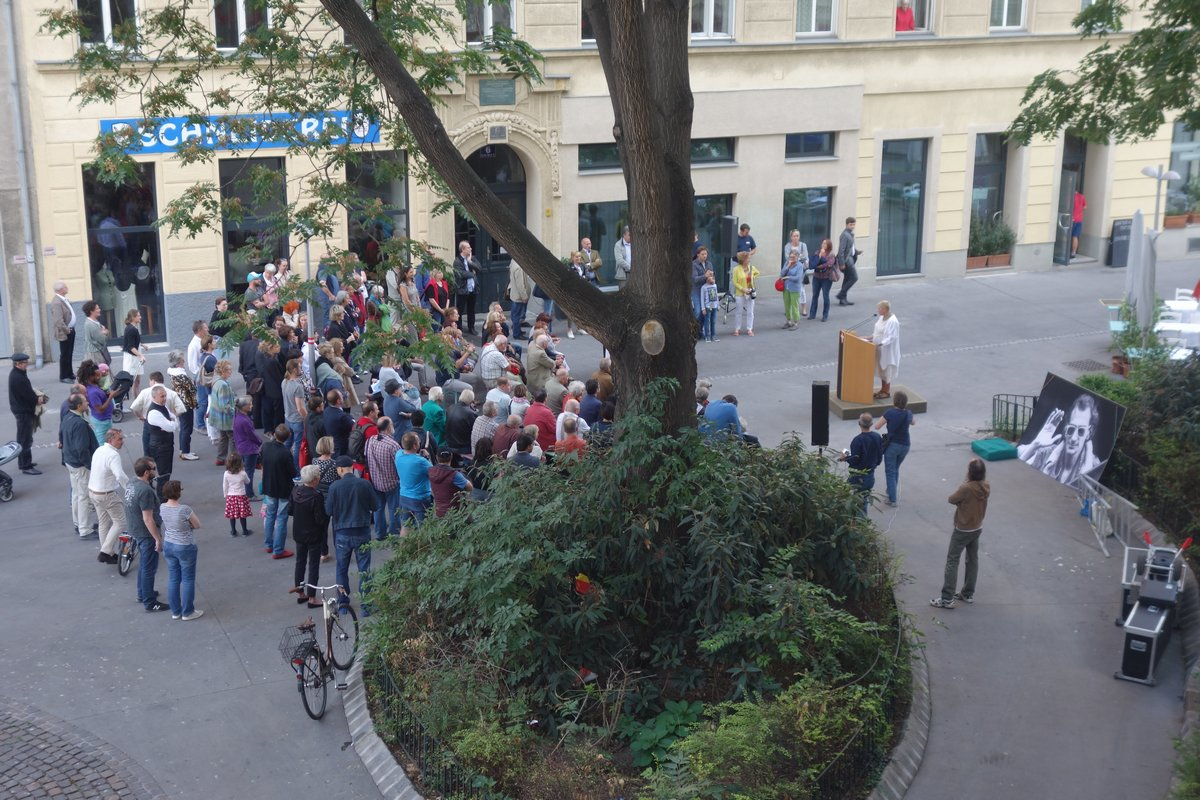
Namensfeier des Ludwig-Hirsch-Platzes in Wien am 8. September 2017

## Stil
Bekannt wurde Ludwig Hirsch insbesondere durch seine bissig-sarkastischen Texte, die er auf eine charakteristische Weise oft mit einer romantisch-melancholisch anmutenden Melodik kombinierte. Mit diesem Stil des Antagonismus zwischen Text und Musik verschaffte er der inhaltlichen Aussage vieler seiner Lieder eine verschärfende Brisanz.

## Trivia
2018 interpretierte der Wiener Liedermacher Voodoo Jürgens auf einer ausgedehnten Tour durch Deutschland und Österreich Lieder von Ludwig Hirsch. Das Projekt erhielt viel Zuspruch und feierte seinen Höhepunkt im ausverkauften Wiener Konzerthaus.

## Ehrungen und Auszeichnungen
- Die Österreichische Post ehrte Ludwig Hirsch mit einer am 3. September 1993 erschienenen 5,50-Schilling-Briefmarke.[12]
- 2001 wurde ihm das Silberne Ehrenzeichen für Verdienste um das Land Wien verliehen.[13]
- 2003 erhielt er den Amadeus Austrian Music Award in der Kategorie Künstler Pop/Rock national für sein Album Perlen.
- Am 28. Juni 2011 wurde ihm der Wiener Goldene Rathausmann überreicht.[14]
- Am 1. Mai 2012 wurde ihm posthum der Amadeus Austrian Music Award für sein Lebenswerk verliehen.[15]
- Am 8. September 2017 wurde die Parkanlage Große Sperlgasse im 2. Wiener Gemeindebezirk offiziell Ludwig-Hirsch-Platz benannt.

## Bibliografie

### Kinder- und Jugendliteratur
- Der Turm. Text zu Bilderbuch mit Illustrationen von Carl Hoffmann. Echter Verlag, Würzburg 1998. ISBN 3-429-02000-X.

### Lieder und Texte
- Ich hab’s wollen wissen. Lieder, Bilder, Texte. Heyne, München 1983, ISBN 3-453-01830-3.
- Ich weiß es nicht, wohin die Engel fliegen …. Lieder und Texte. Seifert, Wien 2010, ISBN 978-3-902406-78-1.

## Diskografie

### Studioalben
- 1978: Dunkelgraue Lieder
- 1979: Komm, großer schwarzer Vogel
- 1980: Zartbitter
- 1982: Bis zum Himmel hoch
- 1983: Bis ins Herz
- 1984: 6 (Traurige Indianer – Unfreundliche Kellner)
- 1986: Landluft
- 1988: Liebestoll
- 1991: In meiner Sprache
- 1995: Tierisch
- 2002: Perlen
- 2006: In Ewigkeit Damen
- 2009: Ludwig Hirsch liest Weihnachtsgeschichten (gesprochen)
- 2010: Geschichten von Till Eulenspiegel (gesprochen)
- 2011: Ludwig Hirsch liest Ludwig Hirsch (gesprochen)

### Live-Alben
- 1992: Gottlieb (Live)
- 1999: Dunkelgrau (Live)
- 2008: Gottlieb Live (DVD)
- 2012: Zum letzten Mal – live (Live)

### Best-of und Kompilationen
- 1979: Liederbuchedition
- 1983: Gel’, du magst mi (Best-of)
- 1989: Glanzlichter (Kompilation)
- 1991: Sternderl schaun (Kompilation)
- 1993: Liederbuch (Kompilation)
- 1994: Liebeslieder (Kompilation)
- 1996: Liedermacher Edition (Kompilation)
- 1998: Master Series (Kompilation)
- 2004: Ausgewählte Lieder
- 2016: Himmelblau & Dunkelgrau – die ultimative Liedersammlung (3 CDs)

### Singles
- 1983: Gel’, du magst mi (7″-Single)
- 1983: Häng net auf (7″-Single)
- 1984: Marmor, Stein und Eisen bricht (7″-Single)
- 1984: Tante Marie (7″-Single)
- 1986: Die Gelse (7″-Single)
- 1986: Alles Paletti (7″-Single)
- 1991: Nelli (7″-Single)
- 1991: Sternderl schauen (7″-Single)

## Filmografie (Auswahl)
- 1971: Und Jimmy ging zum Regenbogen
- 1972: Top Secret (The Salzburg Connection)
- 1972: Die Abenteuer des braven Soldaten Schwejk (Fernsehserie, Folgen 11–13)
- 1974: Hallo – Hotel Sacher … Portier! (Fernsehserie, Staffel 2 Folge 4, 17. Folge)
- 1975: Der Fremde (Fernsehfilm)
- 1978: Hiob (Miniserie, 3 Teile)
- 1978: Tatort – Mord im Krankenhaus
- 1980: Die kleine Figur meines Vaters
- 1981: Trokadero
- 1983: In Zeiten wie diesen (Fernsehfilm)
- 1983: Am Ufer der Dämmerung
- 1987: Tot oder lebendig (Fernsehfilm)
- 1995: Lieben wie gedruckt (Fernsehserie, 11 Folgen)
- 1996: Der Bockerer II – Österreich ist frei
- 1997: Kaisermühlen Blues (Fernsehserie, Staffel 4 Folge 3; 25. Folge)
- 1999: Kommissar Rex (Fernsehserie, Staffel 5 Folge 11)
- 2000: Tatort – Der Millenniumsmörder
- 2003: Himmel, Polt und Hölle (Fernsehfilm)
- 2004: Schlosshotel Orth (Fernsehserie, Staffel 9 Folge 4)
- 2005: Daniel Käfer – Die Villen der Frau Hürsch (Fernsehfilm)
- 2008: Und ewig schweigen die Männer (Fernsehfilm)